# Cantone di Aurec-sur-Loire
Il Cantone di Aurec-sur-Loire è una divisione amministrativa dell'Arrondissement di Yssingeaux.
A seguito della riforma approvata con decreto del 17 febbraio 2014, che ha avuto attuazione dopo le elezioni dipartimentali del 2015, è passato da 1 a 4 comuni.

## Composizione
Prima della riforma del 2014 comprendeva il solo comune di Aurec-sur-Loire.
Dal 2015 i comuni appartenenti al cantone sono i seguenti 4:
- Aurec-sur-Loire
- Pont-Salomon
- Saint-Ferréol-d'Auroure
- Saint-Just-Malmont